# Laderaum

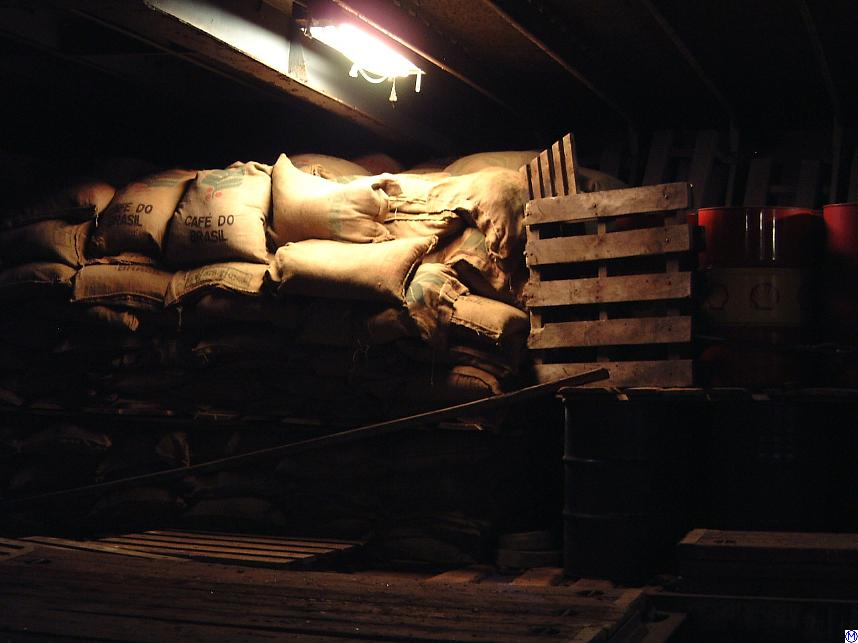
Kaffeesäcke im Laderaum der Cap San Diego

Als Laderaum – umgangssprachlich auch Frachtraum – bezeichnet man den Schiffsraum, der zur Unterbringung und für die Beförderung von Ladung vorgesehen ist.
Auch bei Flugzeugen werden diejenigen Bereiche Laderaum oder Frachtraum genannt, in denen Fracht befördert wird. Ist er unterhalb der Kabine angebracht, spricht man von einem Unterflurfrachtraum.
Der hintere Teil eines Kombinationskraftwagens („Kombi“) wird ebenfalls als Laderaum bezeichnet, siehe Kofferraum.

## Allgemeines
Der Laderaum nimmt im Allgemeinen den größten Teil, bei Schiffen ohne Doppelhülle sogar die gesamte Schiffsbreite ein. Der Laderaum ist nach unten durch den Laderaumboden, zur Seite von der Außenhaut oder im Falle einer Doppelhülle von dieser und nach oben hin durch die Lukendeckel begrenzt. Der Laderaumboden wird bei nahezu allen zeitgenössischen Schiffen durch die Tankdecke gebildet. Diese wiederum bildet den oberen Abschluss des Doppelbodens.
Der Rauminhalt des Laderaums oder der Laderäume eines Schiffes wird auf zwei Arten vermessen und angegeben, Kornraum (auch: Getreideraum oder Schüttgutraum) und Ballenraum. Der Kornraum ist stets größer als der Ballenraum, wobei der Unterschied zwischen etwa fünf bis zehn Prozent beträgt.

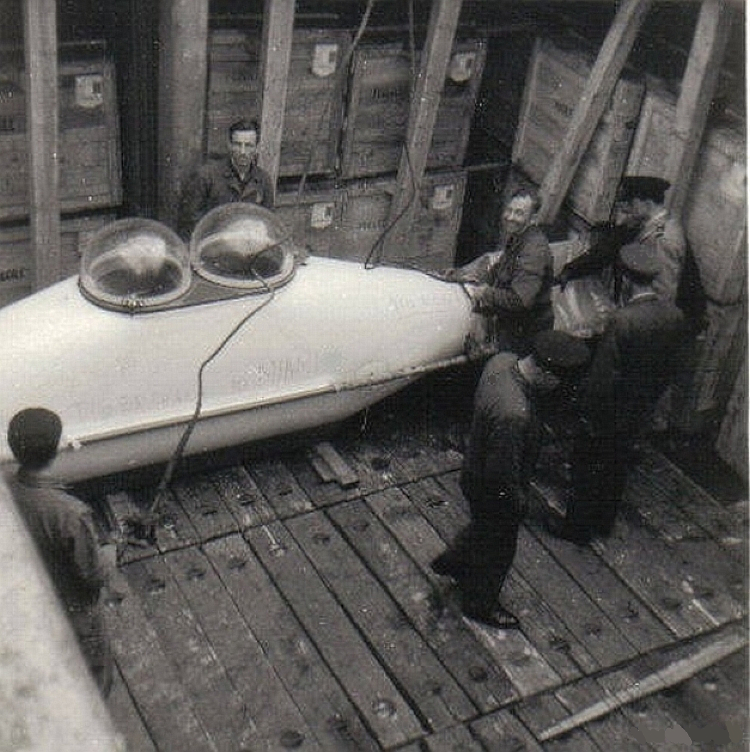
Stückgut Spezialfracht und Kisten im Zwischendeck eines Laderaums – 1964

- Der Kornraum des Laderaumes bemisst sich dabei in der Höhe von der Oberkante der Tankdecke bis zur Unterkante der Decksplatten und einschließlich der Luke. In der Breite misst der Kornraum von Innenkante zu Innenkante der Laderaumseitenwände und umfasst bei Einhüllenschiffen mit offenen Spanten auch die Zwischenräume zwischen den Trägern und Spanten. In der Längsrichtung misst man den Kornraum von der Vorkante bis zur Achterkante des Laderaums und schließt offene Vertiefungen, wie Niedergänge, Staufächer und Ähnliches in den Gesamtraum ein.
- Der Ballenraum des Laderaumes bemisst sich in der Höhe von der Oberkante der Tankdecke bis zur Unterkante der Decksbalken und ausschließlich der Luke. In der Breite misst der Ballenraum von Innenkante zu Innenkante der Laderaumseitenwände und bei Einhüllenschiffen mit offenen Spanten von Innenkante zu Innenkante der Spanten beziehungsweise Schweißlatten. In der Längsrichtung misst man den Ballenraum von der Vorkante bis zur Achterkante des Laderaums und schließt offene Vertiefungen, wie Niedergänge, Staufächer und Ähnliches aus dem Gesamtraum aus.

Laderäume verschiedener Schiffsarten sind so gestaltet, dass sie die Erfordernisse der zu befördernden Güter erfüllen. So besitzen Stückgutschiffe beispielsweise Laderäume mit einem oder mehreren Zwischendecks, Kühlschiffe verfügen über isolierte Laderäume und Tankerladeräume sind als Tanks ausgestaltet. Der Laderaum größerer Schiffe wird in der Regel in der Längsrichtung durch Querschotten geteilt. Flüssige Güter sowie eine Reihe von Schüttgütern erfordern aus Stabilitätsgründen die schiffbauliche Anordnung von Längsschotten. Containerschiffe sind aufgrund ihrer Ladung als offene Schiffe ausgeführt.
Des Weiteren können Laderäume von Schiffen oft an wechselnde Ladungen angepasst werden. Auto-Schüttguttransporter oder Tank-Schüttgutfrachter sind Beispiele für Schiffsarten, die für den Transport wechselnder Ladungen entworfen wurden.

## Containerschiffe

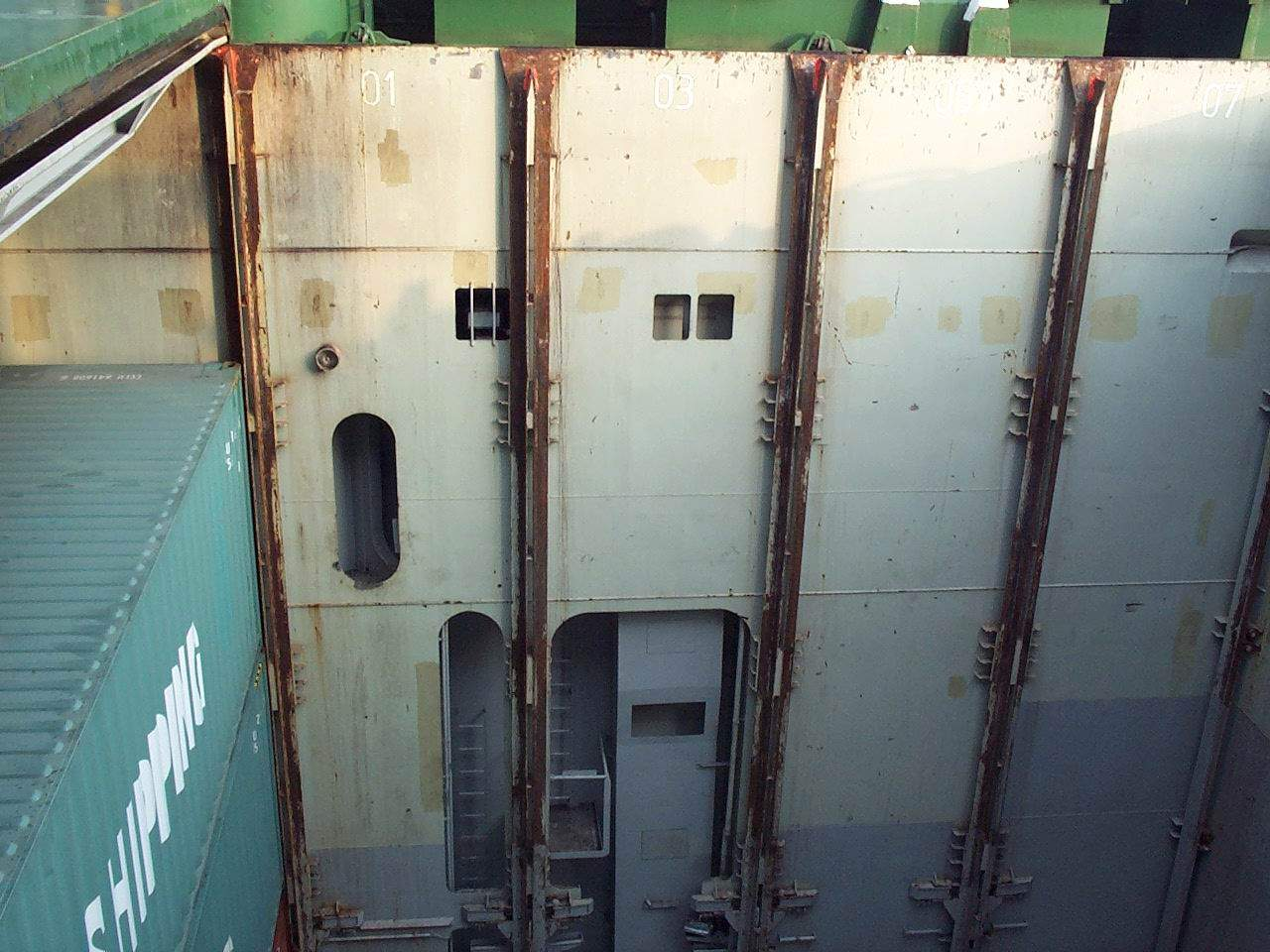
Blick auf die Cellguides im Laderaum eines Containerschiffs

Der Laderaum von Containerschiffen ist als offene Luke ohne Unterstau ausgeführt. Das ermöglicht das Erreichen jeder Position im Raum direkt vertikal durch einen Kran. Auf Vollcontainerschiffen sind die Luken mit sogenannten Cellguides ausgerüstet. In diese Cellguides werden die Container im Raum hineingesetzt. Sie haben den Vorteil, dass dadurch das Laschen entfällt, da die Container durch die Cellguides gesichert sind. Der Laderaum auf einem größeren Containerschiff ist in mehrere Luken unterteilt, die Tankdecke ist nicht auf Punktbelastung ausgelegt, sondern auf Flächenbelastung.

## Mehrzweckfrachtschiffe
Auf Mehrzweckschiffen ist der Laderaum, in mehrere Luken unterteilt (ihre Zahl hängt von der Größe des Schiffes ab). Diese Schiffe verfügen meist über ein Zwischendeck, das entweder nur eine feste Position hat oder mehrfach höhenverstellbar ist (meist zwei bis drei verschiedene Höhen).
Da diese Schiffe für viele verschiedene Ladungsgüter geeignet sind, verfügen sie über keine Cellguides oder ähnliches. Auf modernen Schiffen ist der Laderaum als offener Laderaum ausgeführt. Die Tankdecke ist auf Punktbelastung ausgelegt, nicht auf Flächenbelastung. Das ist insbesondere beim Fahren von besonderes schwerer Ladung wie Stahlcoils wichtig. Weist die Tankdecke dabei nicht die nötige Festigkeit auf, verformt sie sich.

## Bilgen
Ein Laderaum älterer Stückgutschiffe verfügt in der Regel über zwei seitliche, der Laderaum moderner Trockenfrachter drei bis vier Bilgen (ein bis zwei vorn und zwei achtern). Diese Laderaumbilgen dienen dem Lenzen von im Laderaum befindlichen Flüssigkeiten. Das kann z. B. Regenwasser sein, das durch offene Luken eindringt. Die Bilgen werden über ein Rohrleitungssystem von Pumpen im Maschinenraum des Schiffes gelenzt. Sollte einmal aus einer Ladung eine gefährliche Flüssigkeit ausdringen, so kann man diese über eine als Membranpumpe ausgeführte Gefahrgutpumpe abpumpen.